# Bon à moyen terme négociable
Le bon à moyen terme négociable (BMTN) est un titre de créance négociable (TCN) d'une durée initiale supérieure à un an pouvant être émis sur le marché monétaire, un crédit interentreprises, c’est-à-dire que les entreprises (généralement les plus grandes) ou les établissements de crédit qui sont en phase de besoin de trésorerie, vont émettre elles-mêmes des BMTN qui vont être achetés par d'autres entreprises (entreprises classiques ou appartenant au secteur bancaire et financier) ayant des facilités de trésorerie.